# Pietro da Cortona

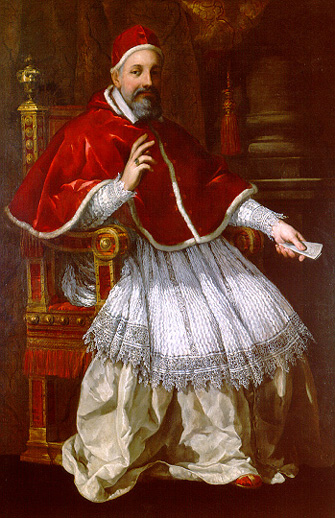
Portret van Paus Urbanus VIII, 1627, Musei Capitolini, Rome

Pietro da Cortona (Cortona, 1 november 1596 - Rome, 16 mei 1669) was een Italiaanse kunstenaar en architect.

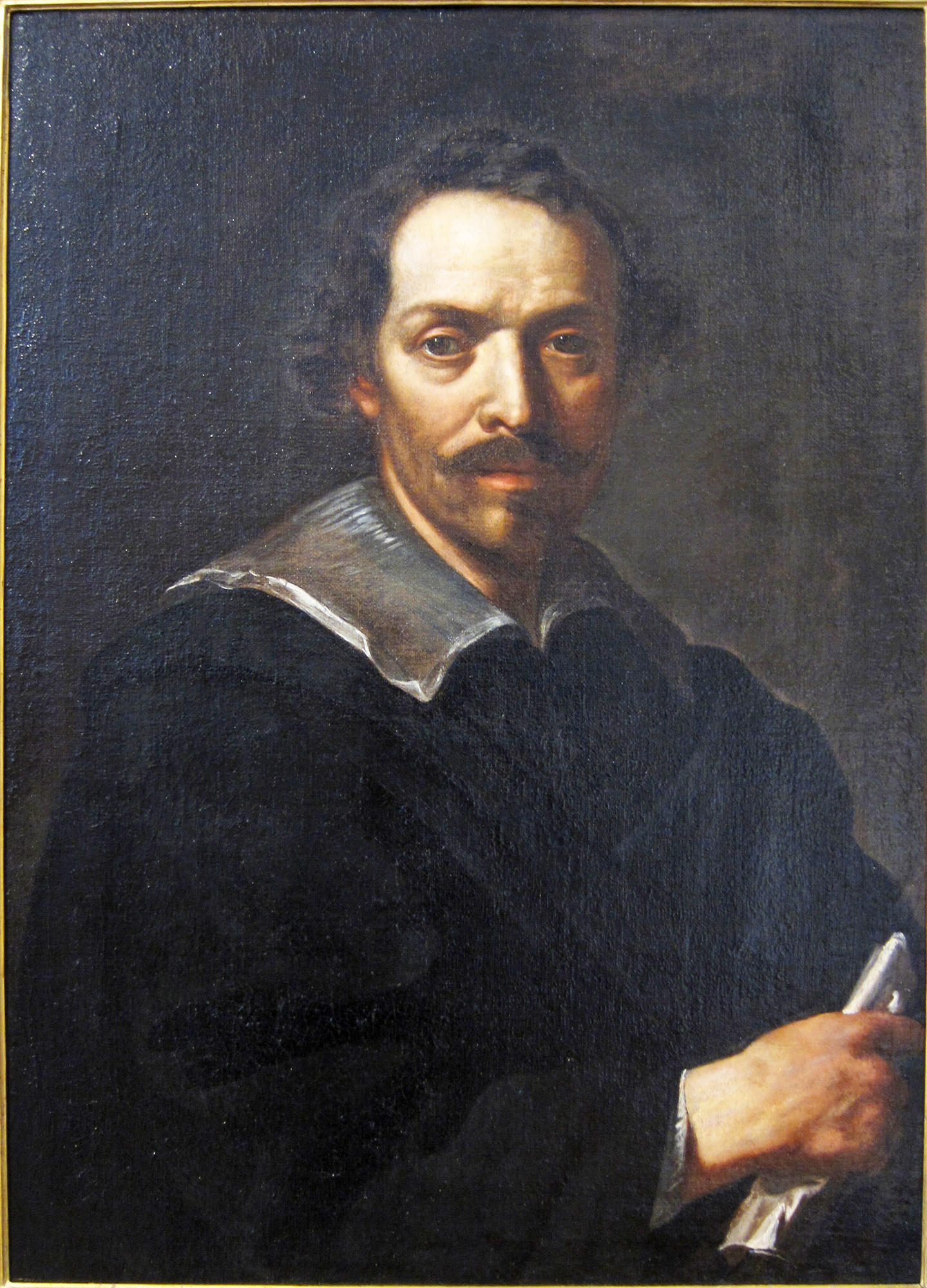
Zelfportret van Pietro da Cortona

Cortona was in zowel de beeldende kunst als de architectuur een voorbeeld voor zijn tijd. Hij was vooral frescoschilder en werkte in barokstijl met elementen uit de klassieke mythologie of de geschiedenis.
Zijn werk gaf vaak commentaar op de levenswijze van zijn opdrachtgevers en op zijn tijd. Een ander typisch kenmerk waren de plafondschilderingen in onderaanzicht, waarmee hij de afgeslotenheid van de zoldering optisch compleet doorbrak.
Zijn schilderingen waren in het begin donker van toon, maar werden later lichter.
Dat werk kan al meer naar het einde van zijn schilderscarrière gesitueerd worden
omdat hij zich meer en meer met architectuur ging bezighouden.
Zeventien jaar voor zijn dood, schreef hij een verhandeling over het doel van de kunst.

## Schilderstijl
De schilderstijl van Pietro da Cortona behoort bij de Barok.

## Musea
Zijn werken zijn onder meer te zien in:
- Louvre in Parijs
- Hermitage in Sint-Petersburg
- Musei Capitolini in Rome (De roof van de Sabijnse maagden)
- Museum Monumento Nazionale dei Girolamini in Napels. Bijvoorbeeld de Stervende Alexius
- Museum voor schone kunsten in Nancy (De sibille van Tibur voorspelt de geboorte van Christus aan Augustus)